# San Juan (Porto Rico)
Pour les articles homonymes, voir San Juan.
San Juan (officiellement en espagnol : Municipio Autónomo de San Juan Bautista) est la capitale de Porto Rico, territoire non incorporé des États-Unis.

## Histoire

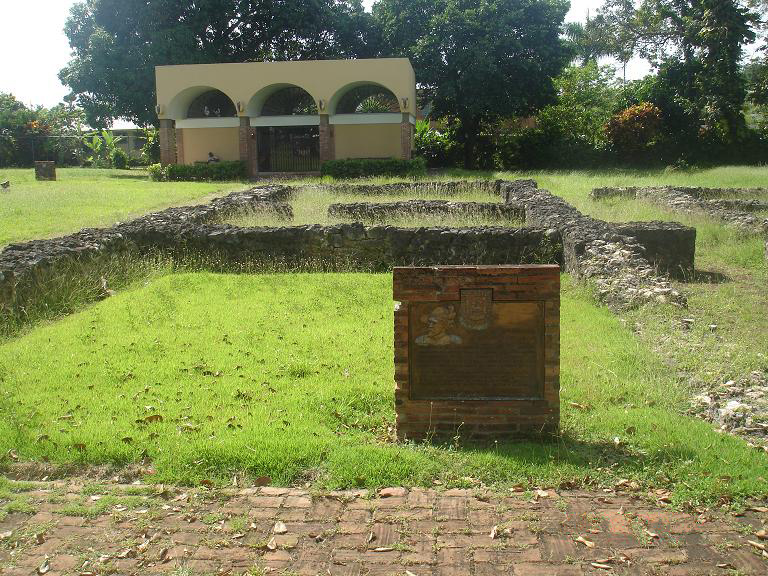
L'établissement original de la ville de San Juan, à Caparra.

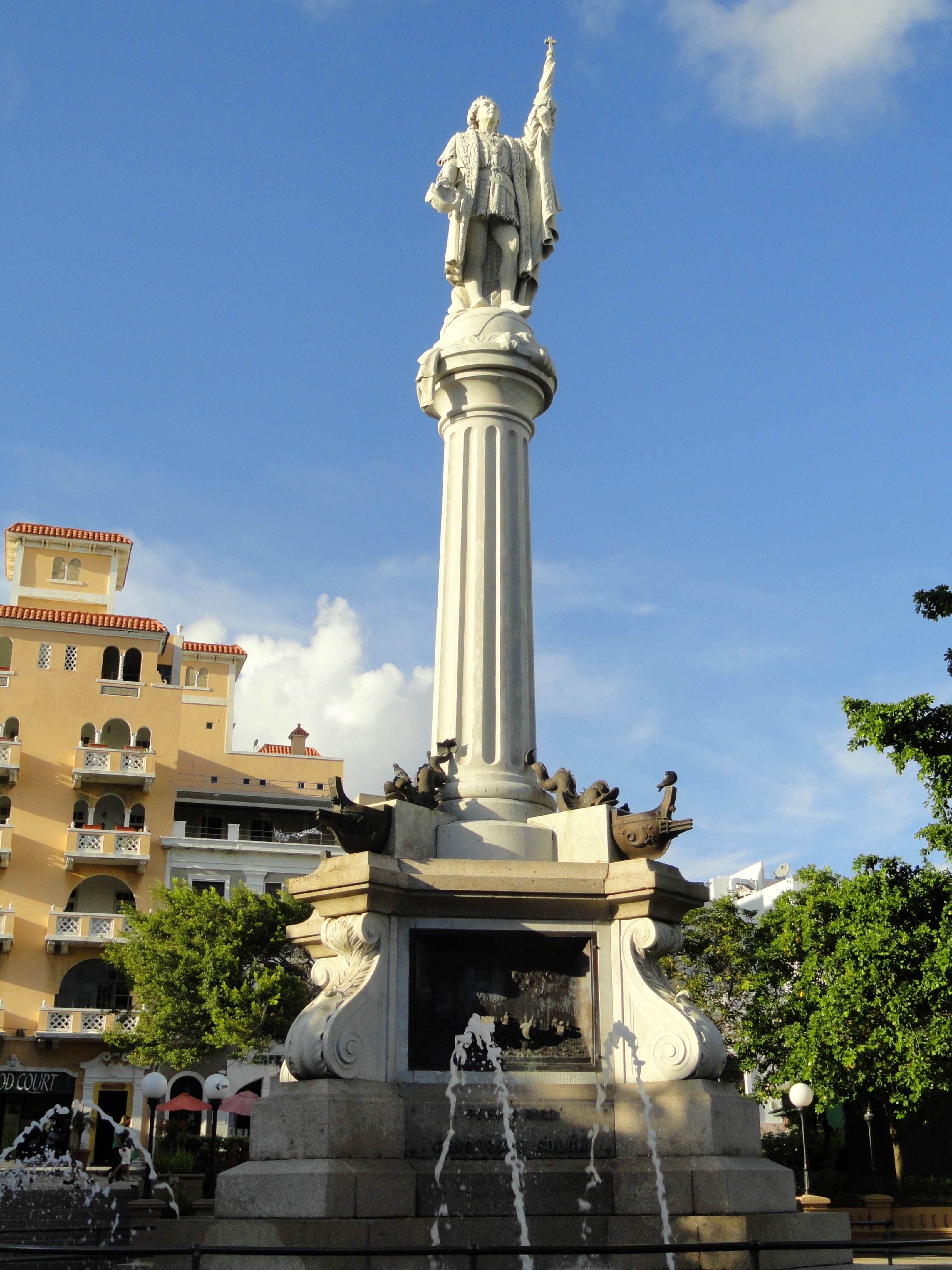
Le monument à Christophe Colomb sur la Place Colomb.

Lors de son deuxième voyage en Amérique en 1493, Christophe Colomb découvrit l'île et la baptisa San Juan Bautista.
San Juan est devenu un important avant-poste militaire espagnol des Amériques. En 1508, Juan Ponce de Leon a été nommé par le gouvernement espagnol comme le premier gouverneur de l'île. Juan Ponce de León fonda la colonie d'origine, Caparra, à l'ouest de la zone métropolitaine actuelle. La ville fut construite sur une île après 1521. L'Espagne, pour défendre l'île des attaques militaires britanniques et néerlandaise construisit les forts San Felipe del Morro et San Cristobal. Les deux bâtiments sont maintenant des attractions touristiques. En 1595, la flottille de Francis Drake fut défaite dans la baie de San Juan par cinq frégates espagnoles, au cours de ce qui serait sa dernière expédition en Amérique, tandis que Drake, quelques semaines plus tard, mourait au large du Panama.
Au cours des siècles, la force militaire de Porto Rico est modifiée pour être une force économique en faisant de l'île la seule des Caraïbes où l'industrie et le commerce ont dépassé la production.

## Géographie
Le vieux San Juan est situé sur une petite île (Isleta) qui ferme la baie. Dans la partie orientale de la « Isleta » se trouve un quartier nommé Puerta de Tierra où se trouvaient les fortifications « rasées par les Américains » qui protégeaient la ville au niveau de son accès par la terre via des ponts traversant un petit bras de mer. En traversant ce petit bras de mer on rejoint une plus grande île, la isla de San Juan, qui est séparée du reste de Porto Rico par un canal naturel dans la mangrove.
La côte nord de la isla de San Juan correspond au quartier d'El Condado (en) qui se prolonge vers l'est par le quartier touristique d'Isla Verde sur la commune de Carolina. Au sud d'El Condado se trouve le quartier de Santurce, qui englobe les plages d'Ocean Park.
Au sud de la Isla de San Juan, en traversant le canal on arrive sur le territoire de l'ancienne commune de Río Piedras qui est aujourd'hui annexée à San Juan et le quartier de Hato Rey (en) : le quartier d'affaires de San Juan.
La commune de San Juan est subdivisée administrativement en dix-huit quartiers (barrios).
Dans la commune historique de San Juan :
- San Juan Antiguo, composé pour partie du Vieux San Juan, sur la Isleta ;
- Santurce, correspondant à la Isla de San Juan.

Dans la commune historique de Río Piedras :
- Gobernador Piñero ;
- Hato Rey Central ;
- Hato Rey Norte ;
- Hato Rey Sur ;
- Oriente ;
- El Cinco ;
- Universidad ;
- Pueblo correspondant au centre historique de Río Piedras ;
- Sabana Llana Norte ;
- Sabana Llana Sur ;
- Monacillo Urbano ;
- Monacillo ;
- Cupey ;
- Caimito ;
- Tortugo ;
- Quebrada Arenas.

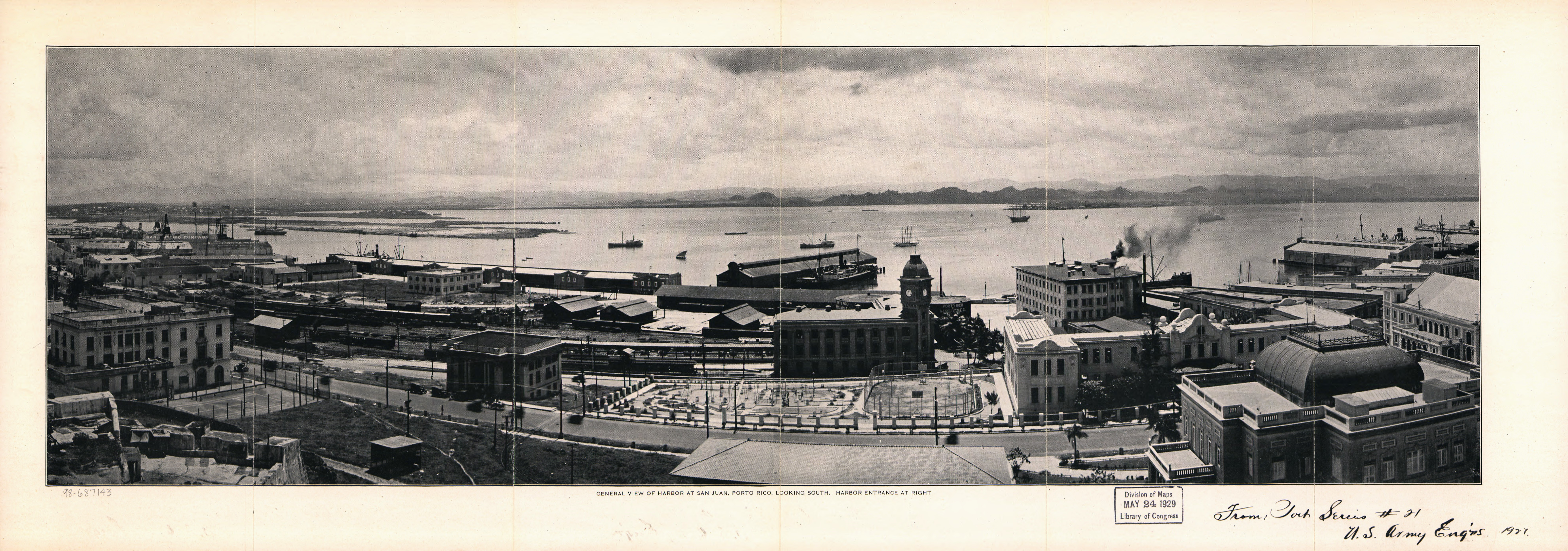
Vue générale du port de San Juan, Porto Rico en allant vers le sud (1927).

La zone métropolitaine de San Juan (Area Metropolitana de San Juan) compte pour sa part en plus de San Juan, les municipalités de :
- Bayamón ;
- Guaynabo ;
- Cataño ;
- Canóvanas ;
- Caguas ;
- Toa Alta ;
- Toa Baja ;
- Carolina ;
- Trujillo Alto.

### Climat
| Mois                                  | jan.    | fév.    | mars    | avril   | mai     | juin    | jui.    | août    | sep.    | oct.    | nov.    | déc.    | année   |
| ------------------------------------- | ------- | ------- | ------- | ------- | ------- | ------- | ------- | ------- | ------- | ------- | ------- | ------- | ------- |
| Température minimale moyenne (°C)     | 22,2    | 22,1    | 22,4    | 23,3    | 24,3    | 25,1    | 25,3    | 25,4    | 25,3    | 24,8    | 23,8    | 22,9    | 23,9    |
| Température moyenne (°C)              | 25,3    | 25,4    | 25,9    | 26,7    | 27,6    | 28,4    | 28,4    | 28,6    | 28,6    | 28,2    | 26,9    | 26      | 27,2    |
| Température maximale moyenne (°C)     | 28,4    | 28,8    | 29,3    | 30,1    | 30,8    | 31,7    | 31,5    | 31,7    | 31,8    | 31,4    | 30,1    | 29      | 30,4    |
| Record de froid (°C) date du record   | 16 1962 | 17 1968 | 16 1957 | 18 1968 | 19 1962 | 19 1909 | 21 1959 | 20 1904 | 21 1960 | 19 1959 | 18 1898 | 17 1917 | 16 1957 |
| Record de chaleur (°C) date du record | 33 1983 | 36 1983 | 36 1983 | 36 1983 | 36 1980 | 36 1988 | 35 1981 | 36 1980 | 36 1981 | 37 1981 | 36 1981 | 34 1989 | 37 1981 |
| Ensoleillement (h)                    | 237,4   | 231,2   | 282     | 268,3   | 255,2   | 259,4   | 280,8   | 267,8   | 234,7   | 227,2   | 202,4   | 217,4   | 2 963,8 |
| Précipitations (mm)                   | 103,4   | 65,5    | 55,4    | 116,8   | 140,7   | 118,4   | 152,9   | 159,8   | 165,1   | 132,3   | 187,2   | 123,2   | 1 520,7 |
| Nombre de jours avec précipitations   | 18,4    | 15,1    | 13,1    | 14,3    | 16,5    | 15,1    | 19      | 19,8    | 18,3    | 17,9    | 20,6    | 20,2    | 208,3   |
| Humidité relative (%)                 | 74      | 72,4    | 71      | 71,3    | 74,9    | 75,5    | 75,9    | 76,4    | 76,4    | 76,9    | 76,2    | 74,7    | 74,6    |

| Diagramme climatique                                  |              |              |               |               |               |               |               |               |               |               |             |
| J                                                     | F            | M            | A             | M             | J             | J             | A             | S             | O             | N             | D           |
| 28,422,2103,4                                         | 28,822,165,5 | 29,322,455,4 | 30,123,3116,8 | 30,824,3140,7 | 31,725,1118,4 | 31,525,3152,9 | 31,725,4159,8 | 31,825,3165,1 | 31,424,8132,3 | 30,123,8187,2 | 2922,9123,2 |
| Moyennes : • Temp. maxi et mini °C • Précipitation mm |              |              |               |               |               |               |               |               |               |               |             |

## Transports

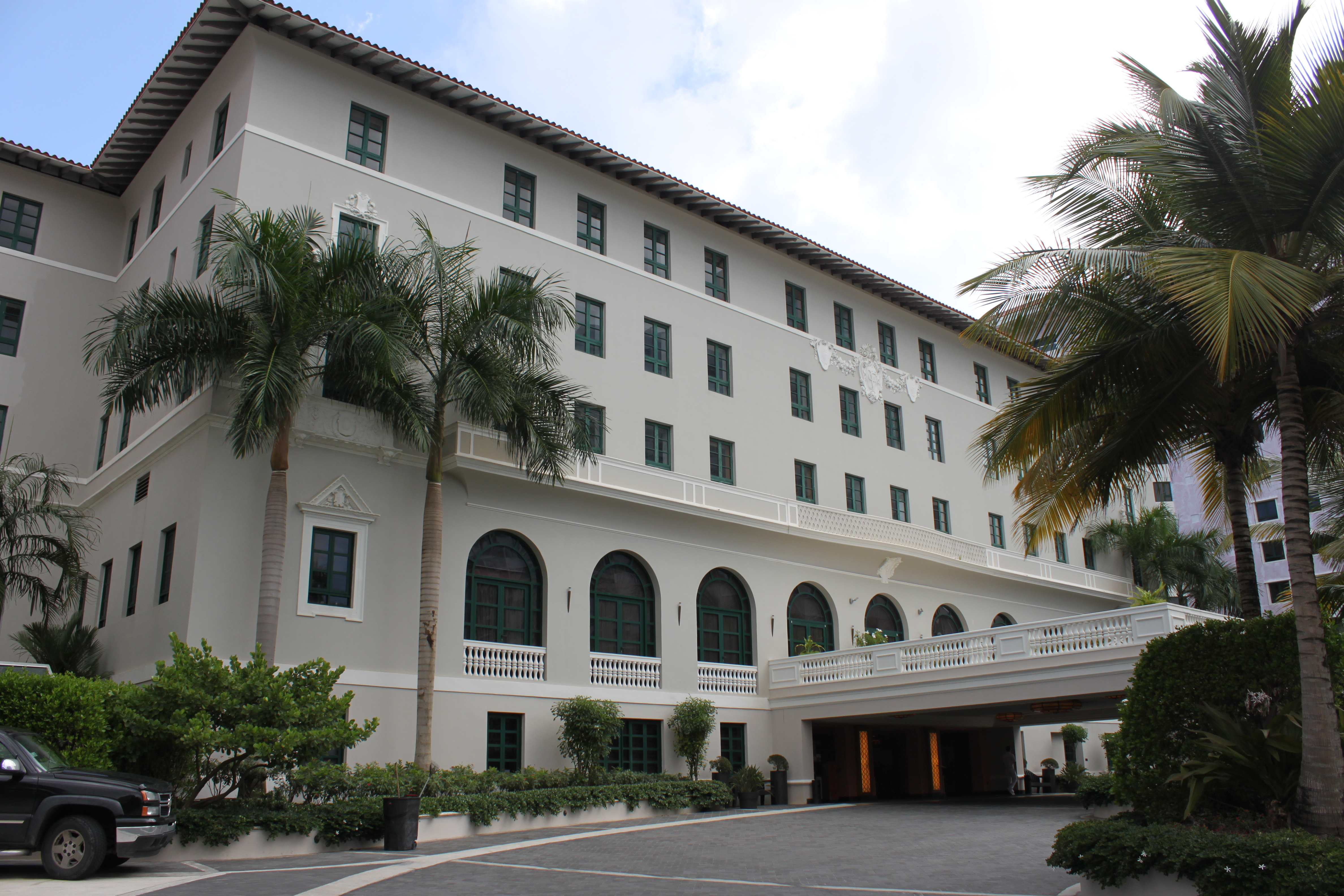
Le Condado Vanderbilt Hotel.

La ville de San Juan est principalement desservie par l'aéroport international Luis-Muñoz-Marín, situé sur le territoire de la municipalité voisine de Carolina.
Depuis décembre 2004, la ville possède également une ligne de métro. Longue de 17 km, elle compte seize stations.

## Sport
- Stade Sixto-Escobar

## Religion
La Conférence épiscopale portoricaine y reconnaît pour l’Église catholique deux sanctuaires nationaux dédiés à la Vierge de la Divine Providence (es) :
- la cathédrale Saint-Jean-Baptiste, également église principale de l’archidiocèse de San Juan de Puerto Rico et basilique mineure, dans le Vieux San Juan (et le barrio de San Juan Antiguo)[4] ;
- le sanctuaire Notre-Dame-Mère-de-la-Divine-Providence dans le barrio de Cupey[5].